# Sheyla Gutiérrez
Sheyla Gutiérrez Ruiz (Varea, Logroño, 1 januari 1994) is een Spaans wielrenster die sinds 2019 uitkomt voor het Spaanse Movistar Team.

## Carrière
Shelya Gutiérez werd in 2011 tweede bij het Spaans kampioenschap op de weg bij de junioren. Een jaar later won ze de wegwedstrijd, en werd ze tweede op de tijdrit. Vanaf 2013 reed ze drie jaar bij de Spaanse wielerploeg Lointek. In 2014 deed ze tijdens de nationale kampioenschappen voor het eerst mee bij de elite. Ze eindigde als derde bij de wegwedstrijd. In 2015 won ze de GP Plumelec-Morbihan voor vrouwen. Datzelfde jaar werd ze tweede op tijdrit bij het Spaans kampioenschap.
In 2016 stapte ze over naar de Amerikaanse ploeg Cylance Pro Cycling. In dat jaar behaalde Gutiérez opnieuw een goede prestatie op het Spaans kampioenschap, ditmaal werd ze derde bij de wegwedstrijd. Tijdens de wereldkampioenschappen van 2016 in Doha (Qatar) werd ze bij de elite achtste tijdens de tijdrit en 30e bij de wegwedstrijd.
Op 1 maart 2017 won ze Le Samyn des Dames in het Waalse Dour. In dat voorjaar werd ze zevende in de Grand Prix de Dottignies, achtste in de Omloop Het Nieuwsblad, negende in de Drentse Acht van Westerveld en tiende in Gent-Wevelgem. In de Giro Rosa 2017 won ze de zevende etappe door de sprint te winnen van een kopgroep. In 2017 en 2019 won ze het Spaans kampioenschap wielrennen op de weg. In 2018 won Gutiérrez het eindklassement in de Tour of Zhoushan Island en Panorama Guizhou.
Vanaf 2019 rijdt ze voor het Spaanse Movistar Team. In september 2022 won ze de eerste twee etappes van de Tour de l'Ardèche.

## Palmares
2011

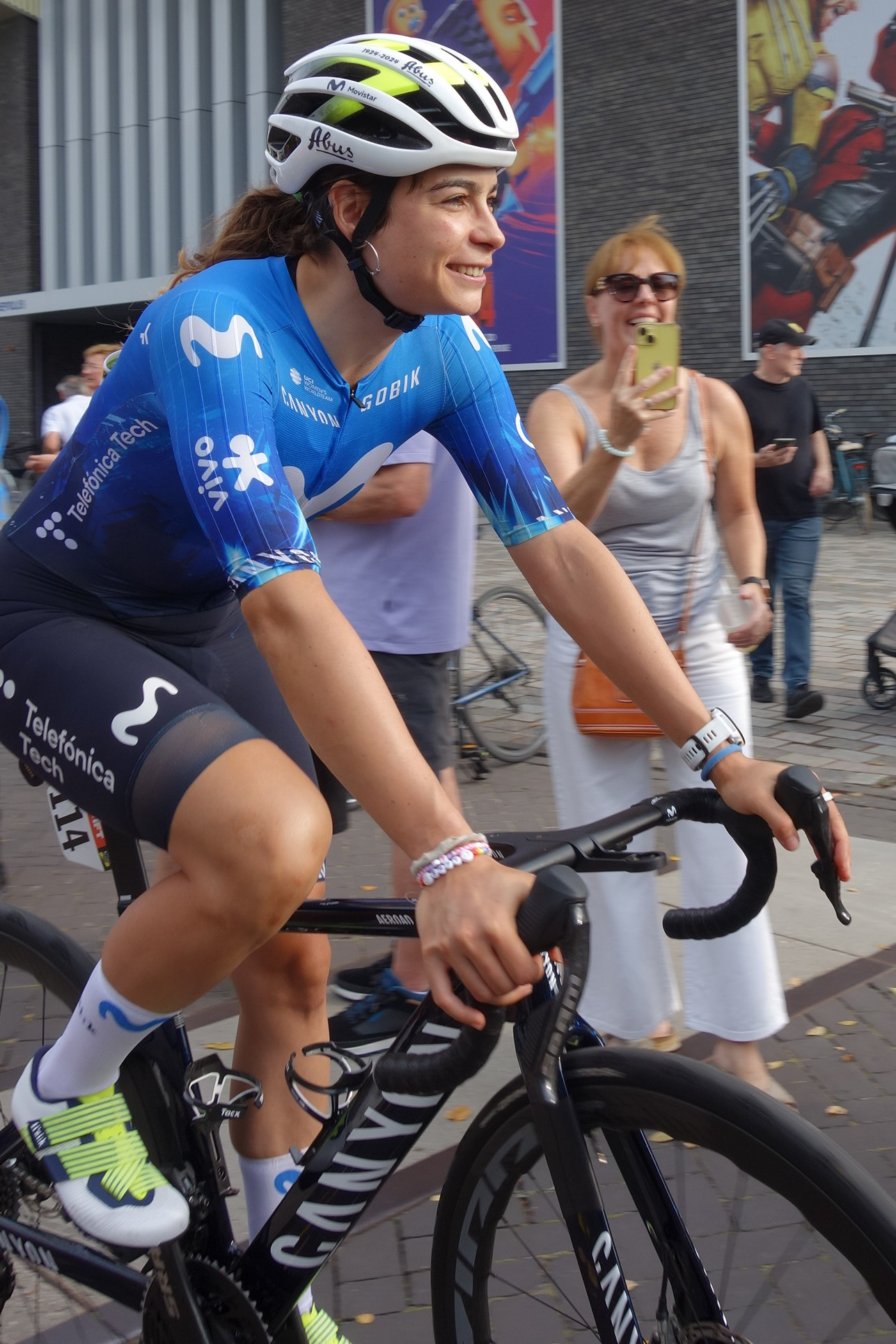
Bij de Tour de France Femmes 2024.

 Spaans kampioenschap wielrennen op de weg, Junioren
2012
 Spaans kampioenschap tijdrijden, Junioren
 Spaans kampioenschap wielrennen op de weg, Junioren
2014
 Spaans kampioenschap wielrennen op de weg, Elite
2015
GP Plumelec-Morbihan
 Spaans kampioenschap tijdrijden, Elite
2016
 Spaans kampioenschap wielrennen op de weg, Elite
2017
 Spaans kampioenschap wielrennen op de weg, Elite
 Spaans kampioenschap tijdrijden, Elite
Le Samyn des Dames
7e etappe Giro Rosa (WWT)
2018
Eind- en puntenklassement Tour of Zhoushan Island
Eindklassement en 1e etappe Panorama Guizhou
2019
 Spaans kampioenschap tijdrijden, Elite
2020
La Périgord Ladies
2022
1e en 2e etappe Tour de l'Ardèche
2024
La Picto-Charentaise

### Resultaten in voornaamste wedstrijden
| Jaar | Ronde van Italië | Ronde van Frankrijk | Ronde van Spanje |
| ---- | ---------------- | ------------------- | ---------------- |
| 2016 | 73e              |                     |                  |
| 2017 | 56e (1)          |                     |                  |
| 2018 | 83e              |                     |                  |
| 2019 | 113e             |                     |                  |
| 2021 | opgave           |                     |                  |
| 2022 |                  | 96e                 |                  |
| 2023 | 118e             | 89e                 |                  |
| 2024 |                  | opgave              |                  |

| Jaar | Gent-Wevelgem | Ronde van Vlaanderen | Parijs-Roubaix | Amstel Gold Race | Luik-Bast.‑Luik | Le Samyn | Grand Prix du Morbihan | Classic Lorient Agglomération |  | WK op de weg |
| ---- | ------------- | -------------------- | -------------- | ---------------- | --------------- | -------- | ---------------------- | ----------------------------- |  | ------------ |
| 2013 |               |                      |                |                  |                 |          |                        | buit.tijd                     |  |              |
| 2014 |               | 84e                  |                |                  |                 | 32e      | 7e                     | 25e                           |  | opgave       |
| 2015 |               | 76e                  |                |                  |                 | 72e      | Goud                   | 52e                           |  | 88e          |
| 2016 | opgave        | 29e                  |                |                  |                 | 36e      |                        | 22e                           |  | 8e           |
| 2017 | 10e           | 20e                  |                | opgave           | 30e             | ↑        |                        | 6e                            |  | 17e          |
| 2018 | 35e           | opgave               |                | 83e              | opgave          | 6e       |                        |                               |  |              |
| 2019 | 62e           | 99e                  |                | opgave           |                 |          | Brons                  | opgave                        |  | opgave       |
| 2020 |               |                      |                |                  |                 | 28e      |                        | opgave                        |  |              |
| 2021 |               |                      | 46e            |                  |                 |          |                        |                               |  | 81e          |
| 2022 |               |                      |                |                  |                 | 77e      |                        | 13e                           |  |              |
| 2023 | opgave        | opgave               | opgave         |                  |                 |          |                        |                               |  | opgave       |
| 2024 |               | opgave               | 67e            |                  |                 | opgave   |                        |                               |  |              |

## Ploegen

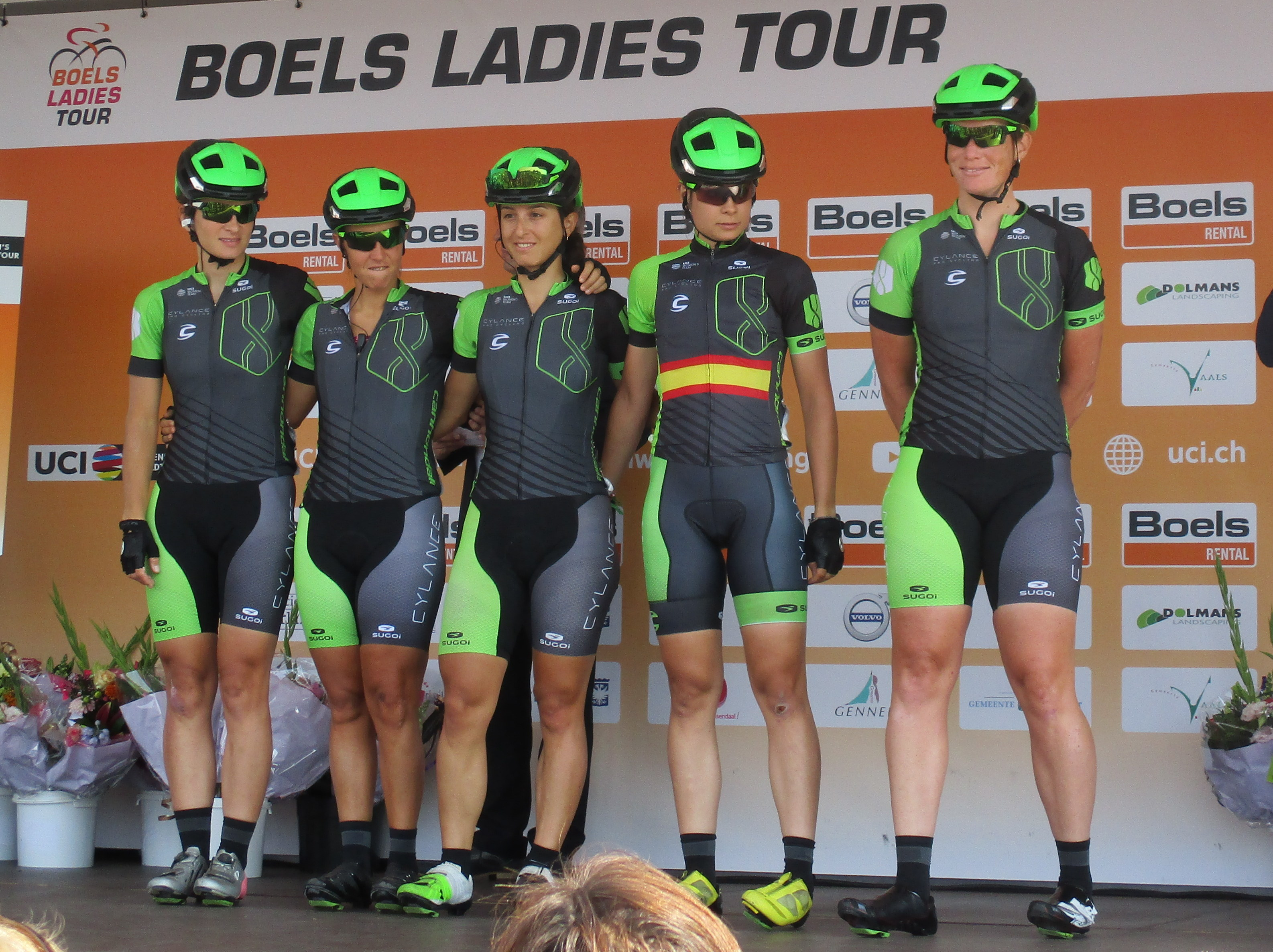
Gutiérrez als Spaans kampioen met Cylance in de Boels Ladies Tour 2017.

- 2013 -  Lointek
- 2014 -  Lointek
- 2015 -  Lointek
- 2016 -  Cylance Pro Cycling
- 2017 -  Cylance Pro Cycling
- 2018 -  Cylance Pro Cycling
- 2019 -  Movistar Team
- 2020 -  Movistar Team
- 2021 -  Movistar Team
- 2022 -  Movistar Team
- 2023 -  Movistar Team
- 2024 -  Movistar Team
- 2025 -  Movistar Team

Barbieri · Bertine · Doebel-Hickok · Gutiérrez · Olds · Ratto · Scandolara · Schweizer · Small · Tetrick · Zaveta
Barbieri · Doebel-Hickok · Gutiérrez · Jasińska · Keough · King · Knol · Numainville · Ratto · Tagliaferro · Tetrick · Wild · Zaveta
Breck · Bronzini · Doebel-Hickok · Erić · Gutiérrez · Keough · Ratto · Shapira · Stephens · Tagliaferro
Biannic · Fournier · García · González · Gutiérrez · Jasińska · Llamas · Merino · Oyarbide · Rodríguez · Teruel
Aalerud · Biannic · Erić · González · Guarischi · Gutiérrez · Merino · Oyarbide · Rodríguez · Teruel
Aalerud · Biannic · Erić · González · Guarischi · Gutiérrez · Martín · Norsgaard · Oyarbide · Rodríguez · Teruel · Thomas · Van Vleuten
Aalerud · Biannic · Erić · Gigante · González · Guarischi · Gutiérrez · Martín · Norsgaard · Oyarbide · Patiño · Rodríguez · Sierra · Van Vleuten
Aalerud · Biannic · Bjerg · Erić · Gigante · González · Gutiérrez · Lippert · Mackaij · Martín · Meijering (vanaf 1/5) · Oyarbide · Patiño · Rodríguez · Sierra · Van Vleuten
Baril · Biannic · Bjerg · Erić · Ferguson (stage vanaf 1/8) · Gutiérrez · Lippert · Mackaij · Martín · Meijering · Patiño · Laura Ruiz Pérez · Lucía Ruiz Pérez · Sierra · Steels
Baril · Biannic · Erić · Ferguson · Gutiérrez · Lippert · Lloyd · Mackaij · Magalhães · Martín · Meijering · Ostiz (stage vanaf 1/8) · Patiño · Laura Ruiz Pérez · Lucía Ruiz Pérez · Reusser · Sierra · Steels